# Heterocypris fluviatilis
Heterocypris fluviatilis är en kräftdjursart som först beskrevs av N. C. Furtos 1933.  Heterocypris fluviatilis ingår i släktet Heterocypris och familjen Cyprididae. Inga underarter finns listade i Catalogue of Life.